# The Almost People
"The Almost People"  (intitulado "As Quase Pessoas" no Brasil) é o sexto episódio da sexta temporada da série de ficção científica britânica Doctor Who, transmitido originalmente através da BBC One em 28 de maio de 2011. É a segunda parte de uma história dividida em dois capítulos, iniciada por "The Rebel Flesh" na semana anterior. Ambos foram escritos por Matthew Graham e dirigidos por Julian Simpson.
Continuando os eventos do episódio anterior, o alienígena viajante do tempo conhecido como o Doutor (Matt Smith) e seus acompanhantes, o casal Amy Pond (Karen Gillan) e Rory Williams (Arthur Darvill), estão em uma fábrica de bombeamento de ácido em uma ilha remota no século XXII, onde seus funcionários criam "Capatazes", duplicatas de uma "matéria programável" chamada Carne que eles controlam. No entanto, uma tempestade solar fez com que os avatares se tornem sencientes e o Doutor deve evitar que os dois grupos entrem em guerra.
"The Almost People" termina em um cliffhanger que traz à tona vários tópicos da trama da temporada. As duas partes da história foram filmadas de novembro de 2010 a janeiro de 2011, principalmente no Castelo de Caerphilly. Os Capatazes foram feitos com a ajuda de próteses, bem como por imagens geradas por computador para realizar suas contorções. O episódio também apresenta uma duplicata de Carne do Doutor, que marcou a primeira em que Smith usou maquiagem protética. Foi assistido por 6,72 milhões de telespectadores no Reino Unido e recebeu críticas mistas dos revisores, muitos dos quais notaram que o cliffhanger no final ofuscou a história real do episódio.

## Enredo
Os "Capatazes", duplicatas de vários trabalhadores de uma fábrica de ácido em uma ilha remota no século XXII, se voltaram contra seus homólogos humanos, forçando-os a se abrigar em uma área comum segura. Lá, eles descobrem que existe um Capataz do Doutor e Rory sai sozinho para encontrar Jennifer. O avatar dela mata a verdadeira Jennifer e então luta com outra cópia dela para convencer Rory de que ela é a versão humana. A Jennifer Capataz então leva Rory até um console, alegando que ele restaurará a energia quando, em vez disso, desativa o sistema de resfriamento do ácido, tornando-o perigosamente instável. Ela também convence Rory a liderar o grupo humano até a câmara de armazenamento de ácido e os prende lá dentro; Jimmy, um dos funcionários, é morto tentando impedir a liberação da substância. Depois de investigar o cadáver da Jennifer verdadeira, Buzzer nocauteia o Doutor Capataz, mas depois é morto pela cópia de Jennifer.
Usando uma videochamada para o filho de Jimmy, Adam, o Doutor Capataz convence a cópia de Jimmy e os outros Capatazes de que eles são tão reais quanto seus homólogos humanos, com Cleaves se unindo a sua duplicata por causa de um coágulo de sangue que ela tem em seu cérebro, que sua cópia também sente. A Jennifer Capataz fica furiosa com essa união e enfurece-se; os outros Capatazes concordam em trabalhar com os humanos para escapar das instalações. Eles libertam os humanos e correm para as criptas abaixo do mosteiro, sendo perseguidos por uma Jennifer Capataz selvagem, que se transformou em um monstro. As cópias de Cleaves e do Doutor seguram a porta para permitir que suas versões humanas, Amy, Rory e as cópias de Jimmy e Dicken escapem na TARDIS. A Cleaves e o Doutor Capatazes enfrentam juntos o monstro, acionando a chave de fenda sônica dele no momento certo para fazer com que eles e o monstro se dissolvam novamente em líquido.
A bordo da TARDIS, o Doutor estabiliza indefinidamente as formas dos Capatazes para garantir que eles permaneçam humanos permanentemente e oferece a Cleaves uma cura para seu coágulo. Jimmy se encontra com Adam e Cleaves e Dicken vão para a sede de sua empresa, onde planejam revelar a verdade sobre a Carne para a humanidade. Quando o Doutor se prepara para ir embora, Amy começa a sentir contrações e ele admite que sua viagem à fábrica foi planejada: ele queria investigar a Carne em sua forma bruta, pois ele sabia há algum tempo que Amy era uma cópia. Ele promete a ela que a encontrará e então interrompe sua forma, transformando-a de volta em Carne bruta. Amy acorda grávida em um tubo branco imaculado, observada pela "Mulher do Tapa-Olho", e começa a entrar em trabalho de parto.

### Continuidade
Enquanto luta com suas regenerações passadas, a cópia de Carne do Doutor faz alusão às palavras de vários Doutores anteriores. Ele cita erroneamente a fala do Primeiro Doutor "um dia eu voltarei... sim, um dia" de An Unearthly Child como "um dia nós voltaremos"; ele cita ainda o bordão do Terceiro Doutor "reverta a polaridade do fluxo de nêutrons"; e fala com as vozes do Quarto e do Décimo Doutor (Tom Baker e David Tennant, respectivamente), o primeiro expressando a predileção do Doutor por jelly babies. Frustrado pela desconfiança dos humanos em relação a ele, o Doutor pede a Amy e a cópia de Cleaves que se refiram a ele como "John Smith". Este é um pseudônimo que o personagem usou em várias ocasiões, começando em The Wheel in Space (1968).

## Produção

### Roteiro
Matthew Graham deveria originalmente escrever um único episódio para a quinta temporada, mas desistiu porque não teve tempo suficiente para elaborar o roteiro. Ele então recebeu um e-mail do showrunner da série, Steven Moffat, que lhe pediu para escrever para a sexta temporada, o qual ele concordou. Quando os dois se conheceram, Moffat disse que gostaria que os episódios levassem ao final da metade da temporada e que deveria lidar com "avatares que se rebelam".  Depois que Graham terminou seu roteiro, Moffat teve a ideia do que precisaria acontecer no final do episódio para levar ao próximo e deu a Graham a premissa para o cliffhanger, que o roteirista "amou". Neste episódio, ele evitou criar situações semelhantes às que aconteceram em "The Rebel Flesh". Ele originalmente pretendia ambientar "The Almost People" em um local diferente para "arremessar todo mundo", mas decidiu que isso seria desnecessário.
Graham achou fácil escrever dois Doutores, já que a versão do personagem de Matt Smith tinha um "diálogo interno" constante e estava sempre terminando suas próprias frases. Ele queria que cada personagem fosse diferente e não queria que todos se tornassem maus, e o Doutor os ajudaria a descobrir sua humanidade. O escritor decidiu que Jennifer seria a antagonista, pois gostava da ideia da personagem mais quieta se tornar a mais maligna. O roteiro original explicava que ela tinha uma memória perfeita, e então seu Capataz era capaz de se lembrar de todas as coisas terríveis que aconteceram com a Carne. Várias outras sequências foram cortadas da versão final de "The Almost People". No roteiro original, o Doutor questiona o Doutor de Carne sobre os eventos de The Mind of Evil (1971) e menciona as ex-acompanhantes Jo Grant, Sarah Jane Smith, Romana, Rose Tyler, Martha Jones e Donna Noble. Também houve uma montagem de memórias felizes da vida do Doutor armazenadas em sua cópia, que incluíam flashbacks de episódios anteriores, bem como eventos que não haviam acontecido em tela. Também foi cortada a TARDIS fornecendo ao Doutor outra chave de fenda sônica depois que ele a deu ao seu Capataz, de forma semelhante a "The Eleventh Hour".

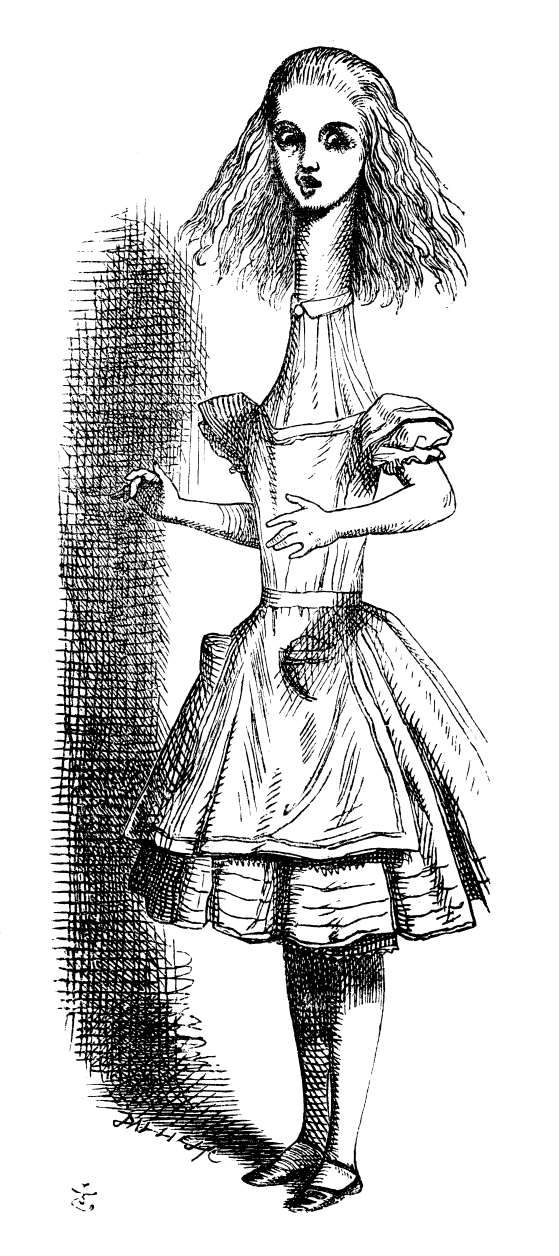
A Jennifer monstruosa foi inspirada neste desenho de Alice no País das Maravilhas.

O cliffhanger no final resolve vários tópicos da trama que foram semeados ao longo dos episódios anteriores da temporada. De acordo com a produtora executiva Beth Willis, a Amy Pond Capataz tinha atuado no lugar da Amy Pond original desde o início da temporada. A personagem afirmou que estava grávida em "The Impossible Astronaut", mas negou isso no episódio seguinte. Desde então, o Doutor realizou vários testes de gravidez inconclusivos em Amy. A "Mulher do Tapa-Olho", que mais tarde foi revelada como sendo chamada de Madame Kovarian em "A Good Man Goes to War", fez breves aparições em "Day of the Moon", "The Curse of the Black Spot", e "The Rebel Flesh". A atriz Karen Gillan discutiu a cena do parto de Amy com sua mãe e tentou torná-la "realmente pavorosa".

### Filmagens e efeitos
A leitura do roteiro de "The Rebel Flesh" e "The Almost People" ocorreu em 12 de novembro de 2010. Foi então filmado por volta do final de novembro e início de dezembro. As baixas temperaturas da época eram um desafio e causavam desconforto. A equipe estava preocupada que o elenco, principalmente os três atores principais, adoecessem, pois seus figurinos não foram projetados para tais condições climáticas. Mesmo assim, o elenco permaneceu saudável. Cenas fora e dentro do mosteiro foram filmadas no Castelo de Caerphilly. Outros problemas de produção incluíram o diretor se machucando e sendo preso pela neve. A cripta onde o recipiente de ácido estava guardado foi filmada no mesmo cenário que havia sido usado anteriormente como o Salão Oval em "The Impossible Astronaut"/"Day of the Moon.
Cada ator interpretou seu respectivo Capataz, com próteses aplicadas em seus rostos para quando as faces das duplicatas voltassem ao material original da Carne.  Para as cenas em que tanto o personagem quanto seu respectivo Capataz contracenavam juntos, foi utilizado um dublê para cada um dos atores. A maioria das cenas mostrava o personagem ou sua cópia falando por cima do ombro de sua outra versão, já que apenas a parte de trás da cabeça dos dublês foi feita para parecer semelhante à dos atores. Smith tinha um dublê de voz e outro de corpo; o primeiro lia as falas do outro Doutor no set. O episódio também marcou a primeira vez que Smith usou maquiagem protética.
As contorções únicas dos Capatazes foram obtidas através de imagens geradas por computador feitas pela The Mill. Foi originalmente planejado que Jennifer comeria Buzzer, mas a empresa decidiu que apenas as sombras da ação seriam mostradas na parede. Tudo isso foi cortado do episódio final, com exceção da boca alongada de Jennifer enquanto ela avançava na direção dele. A pilha de Jennifers de Carne descartadas foi originalmente planejada para ser apenas uma pilha de corpos, mas foi decidido que seria "muito sombrio". Em vez disso, foram usadas bonecas em tamanho real e a Carne gerada por computador foi pintada nelas, dando-lhes uma aparência mais derretida. O monstro em que Jennifer se transforma no final foi criado com CGI e uma foto da cantora pop Madonna foi usada como referência, como na imagem "aqui os braços eram... realmente musculosos, brancos, venosos e carnudos". Graham queria que a criatura tivesse um rosto real e um corpo estranho; ele foi inspirado por um desenho de Alice no País das Maravilhas que retratava Alice com um pescoço longo. A atriz Sarah Smart foi filmada em frente a uma tela verde se movendo como o monstro, que foi usada como referência.

## Transmissão e recepção
"The Almost People" foi transmitido pela primeira vez no Reino Unido na BBC One em 28 de maio de 2011. Nos Estados Unidos, a BBC America atrasou a transmissão do episódio para 4 de junho, uma semana depois da transmissão britânica devido ao baixo número esperado de telespectadores durante o fim de semana do Memorial Day. No Reino Unido, números preliminares da audiência durante a noite foram de cinco milhões de telespectadores na primeira transmissão. Quando a audiência final consolidada foi calculada, foi relatado que 6,72 milhões de pessoas o assitiram, tendo o sexto maior número de visualizações de um programa da BBC One naquela semana. Esta foi a menor audiência da sexta temporada. O episódio recebeu Índice de Apreciação de do público de 86, considerado "excelente".

### Recepção critica
Dan Martin, do The Guardian, achou que o episódio "parecia um pouco irregular, mas vale a pena dizer que é um daqueles onde tudo faz mais sentido na segunda assistida". Ele também sentiu que o cliffhanger poderia ter ofuscado o episódio em si. No entanto, ele descreveu os Capatazes como "memoráveis" e "um exercício de dilemas morais". Mais tarde, ele classificou-o como o nono melhor episódio da temporada, embora o último não tenha sido incluído na lista. Gavin Fuller, do The Daily Telegraph, descreveu-o como um "thriller de ficção científica tenso, claustrofóbico" e como um "episódio impressionante com seu horror psicológico e corporal bem realizado". Tanto Martin quanto Fuller foram menos generosos com a transformação monstruosa de Jennifer. Martin comentou que "esta história sombria e pensativa se torna novamente em uma história de correr por alguns corredores para salvar sua vida", e Fuller chamou de "uma verdadeira vergonha".
Neela Debnath do The Independent elogiou particularmente Smith, afirmando que ele "se destaca em sua atuação, conseguindo ser reconfortante e ameaçador, hilário e sinistro, tudo nas mesmas cenas". No entanto, embora ela tenha elogiado o cliffhanger, ela pensou que isso "eclipsou" o episódio. O escritor da Radio Times, Patrick Mulkern, pensou que havia "pontos de lógica" que poderiam ser questionados, mas eram "pontos menores com os quais lutar em uma produção amplamente polida". Keith Phipps, revisando para o The A.V. Club, deu ao episódio uma nota "B" e chamou-o de "uma continuação muito boa".
Matt Risely da IGN avaliou "The Almost People" com uma nota 8 de 10, observando que "como um tradicional episódio de duas partes, Matthew Graham escreveu um roteiro rígido e coerente, mas não totalmente cintilante, que conseguiu 'concretizar' os temas da moralidade e humanidade com alguns toques interessantes". Embora ele tenha chamado o cliffhanger de um "um momento 'que diabos?' perfeitamente planejado", ele também acreditava que isso "prejudica o episódio como um todo". Richard Edwards da SFX Magazine foi mais crítico em relação ao episódio, dando-lhe três de cinco estrelas. Ele afirmou não sentir nenhuma "ameaça genuína" e considerou os Capatazes "desinteressantes" e "previsíveis". No entanto, ele elogiou o desempenho de Smith e o cliffhanger. A Digital Spy listou-o entre os cinco melhores cliffhangers de Doctor Who desde seu renascimento em 2005, explicando: "isso muda tudo que você pensava que sabia sobre a última temporada, e é muito sombrio".